# Burg Bütow
Die Burg Bütow war eine Ordensburg, die der Deutsche Orden in der damals zum Deutschordensstaat gehörenden Stadt Bütow errichtete. Mit ihr wurde der Weg vom Danzig nach Pommern kontrolliert. Die Anlage liegt in Hinterpommern, heute im Gebiet der Woiwodschaft Pommern in Polen.

## Geschichte
1398 wurde die Burg im Auftrag des Großmeisters Konrad von Jungingen begonnen und unter dessen Nachfolger Ulrich von Jungingen 1405 vollendet. Während des Dreizehnjährigen Krieges konnte sich der polnische König Kasimir der Jagiellone die Herrschaft über die Burg sichern, der sie als Teil der Lande Lauenburg und Bütow den Herzögen von Pommern-Wolgast übertrug. 1656 wurde die Burg durch die Schweden im Schwedisch-Polnischen-Krieg stark beschädigt.
1657 wurde sie aufgrund des Vertrages von Bromberg als Teil der Lande Lauenburg und Bütow der Herrschaft des Markgrafen von Brandenburg unterstellt und diente als Sitz von Gerichts- und Finanzbehörden und Lagerraum.
1930 wurde eine Jugendherberge eingerichtet. Die Umbauarbeiten wurden durch den Zweiten Weltkrieg unterbrochen und durch Polen in den 1960er Jahren wiederaufgenommen. Von März bis Juni 1945 nutzte der sowjetische NKWD die Burg als Lager; an Unterernährung und Misshandlungen starben täglich 20 bis 40 Menschen. Heute dient das Gebäude als Bibliothek und Museum. Das Westkaschubische Museum (poln.: Muzeum Zachodniokaszubskie) zeigt die Geschichte und Kultur der Kaschuben. Das in einem Flügel der Burg untergebrachte Museum ist wegen Umbauten geschlossen (Stand 2023).

## Beschreibung
Die gotische Burg befindet sich auf einem kleinen Hügel im Zentrum von Bütow. Sie entstand auf einem rechteckigen Grundriss mit einer Seitenlänge von 70 × 50 Metern. Der Zugang zur Burg wurde auf der östlichen Seite durch ein System von Burggraben, Burgsiedlung und Zugbrücke gesichert. Die Burg diente u. a. als Grenzfestung, administratives Zentrum sowie als Herberge für die aus Westeuropa kommenden Ritter, die auf dem Weg zur Marienburg waren.